# Jan Bleumers
Jan Gerrit Bleumers (Oldenzaal , 2 januari 1916 –  Hilversum, 1 maart 1987) was een Nederlands violist.

## Muziek
Zijn eerste vioollessen ontving hij rond zijn zevende jaar van Kuno Stierlin in Oldenzaal. Leraar en ouders zagen het talent van Bleumers en het gezin verhuisde daarom naar Münster, zodat hij op twaalfjarige leeftijd naar het Münsters conservatorium kon gaan. Hij doorliep een op de Hogereburgerschool gelijkende opleiding in Münster, aldus zijn militair keuringsrapport, dat overigens ook zijn status als violist bevestigde. Hij speelde toen ook al in het Stadtiches Orchester. Het gezin vertrok begin jaren dertig weer naar Nederland in verband met de opkomst van het naziregime. Er volgde een periode in Amsterdam, waarin hij lessen nam bij Louis Zimmermann en Oskar Back. Op zeventienjarige leeftijd werd hij aangenomen als violist bij één van de omroeporkesten. Rond 1940 werd hij violist en concertmeester bij de Kameropera. 
Per 1 september 1943 was hij violist en concertmeester bij de Arnhemse Orkest Vereeniging.  Dat was slechts voor één jaar, want in 1944 werd hij aangesteld als violist en tweede concertmeester bij het Rotterdams Philharmonisch Orkest. Tussen 1946 en 1949 bekleedde hij die functie bij het Residentie Orkest. Bij genoemde orkesten trad hij ook op als solist in vioolconcerten van Wolfgang Amadeus Mozart, Felix Mendelssohn-Bartholdy, Max Bruch en Aleksandr Glazoenov.
Tussen 1949 en 1956 was hij eerste concertmeester (en violist) in het orkest van de AVRO, onder andere bij De Zaaiers (gevelbeeld) onder leiding van Jos Cleber. Ook vormde hij een duo met Pierre Palla, nam met hem ook platen op, en was onder pseudoniem Gino Lorenzo naamgever van "Ensemble Lorenzo", dat salonmuziek ten gehore bracht.  In dat genre kwam ook Ensemble Divertimento met strijkinstrumenten en blazers, het Hilversums Pianotrio (Palla, Bleumers, ’t Hart) en het Hilversums Strijkkwartet bestaande uit Bleumers, Han van der Ven (viool), Jo van Helden (altviool) en ’t Hart (cello), 
Op de grens van 1954 naar 1955 ging hij op verzoek van het Concertgebouworkest mee tijdens een Amerikaanse tournee. Ook speelde hij enige tijd in het Amsterdams Kamermuziekgezelschap.
Tussen 1956 en 1962 was hij als violist en eerste concertmeester verbonden aan de Nederlandse Opera. Hij werd in 1962 violist en concertmeester in het Utrechts Stedelijk Orkest USO. Bleumers bekleedde die functie minstens tot circa 1978, vanaf 1974/1975  samen Jan Nicolaï (opgevolgd door Dick Bor) en het nieuwe talent Emmy Verhey.   Rond 1978 maakte de Ziekte van Parkinson het hem onmogelijk nog langer viool te spelen. 

## Familieleven
Hij was zoon van Sytske (Sietske) van der Mark en winkelier Bernardus Bleumers. Hijzelf trouwde in 1943 met celliste Johanna (Jo) ’t Hart (Utrecht, 1917-Hilversum, 2013). Zoon Bart Bleumers werd eveneens violist en eerste concertmeester was jarenlang verbonden aan het Overijssels Philharmonsich Orkest en het Orkest van het Oosten. Barts zoon Casper Bleumers speelt vanaf 1995 als aanvoerder van tweede viool in het Radio Filharmonisch Orkest.
Jan Bleumers overleed op 71-jarige leeftijd in Algemeen Ziekenhuis Zonnestraal.